# 段奈台吉
段奈台吉（?—?），孛儿只斤氏。又称波儿哈都台吉，16世纪蒙古右翼土默特部領主，俺答汗之孙，辛爱黄台吉的第六子。
段奈台吉在张家口以北、距明朝边塞二百余里的马肺山一带驻牧。隆庆五年（1571年），右翼蒙古和明朝达成通贡、互市、封职协议，明朝封段奈台吉为指挥佥事。与明朝互市于山西新平市口。万历九年（1581年），段奈台吉违约，与明军发生冲突，明朝停止与他贡市，并由其祖父俺答汗革除官职。万历十四年（1586年）、万历十六年（1588年），又和明军发生两次冲突。后来恢复贡市，之后如约保持和平关系。他没有后嗣。